# Welton le Wold
Welton le Wold – wieś i civil parish w Anglii, w Lincolnshire, w dystrykcie East Lindsey. W 2011 civil parish liczyła 216 mieszkańców. Welton le Wold jest wspomniana w Domesday Book (1086) jako Welletone/Welletune.